# XTE J1650−500
| XTE J1650−500                | XTE J1650−500                 |
| ---------------------------- | ----------------------------- |
| Position Epoche: J2000.0     |                               |
| Sternbild                    | Ara                           |
| Rektaszension                | 16h 50m 01s                   |
| Deklination                  | −49° 57′,7                    |
| Röntgenquelle                |                               |
| Typ                          | Massearmer Röntgendoppelstern |
| Doppelstern-System           |                               |
| Entfernung                   | ca. 3 kpc ca. 10 kLj          |
| Umlaufperiode                | 0,32 Tage                     |
| Optische/stellare Komponente |                               |
| Masse                        | ca. 2,7 Sonnenmassen          |
| Kompakte Komponente          |                               |
| Typ                          | Schwarzes Loch                |
| Masse                        | 9,7 ± 1,6 Sonnenmassen        |
| Katalogbezeichnungen         |                               |
| XTE J1650−500; INTREF 720    |                               |

XTE J1650−500 ist ein Ende 2001 entdeckter Röntgendoppelstern im Südsternbild Altar.
In einer 2008 publizierten Untersuchung wurde die Möglichkeit in den Raum gestellt, dass XTE J1650−500 das massenärmste bekannte Schwarze Loch enthalten könnte, das mit einer Masse von etwa vier Sonnenmassen deutlich leichter als GRO 1655−40 gewesen wäre (sechs Sonnenmassen). Aufgrund dieser Publikation wurde es auch „das winzigste im Universum bekannte schwarze Loch“ genannt.
Diese Vermutung wurde von den Autoren in einer späteren Publikation 2009 zurückgezogen und die Masse auf knapp 10 Sonnenmassen geschätzt.